# Brohl
Pour l’article homonyme, voir Brohl-Lützing.
Brohl est une municipalité allemande située dans le land de Rhénanie-Palatinat et l'arrondissement de Cochem-Zell.